# Guldbaggen för bästa film

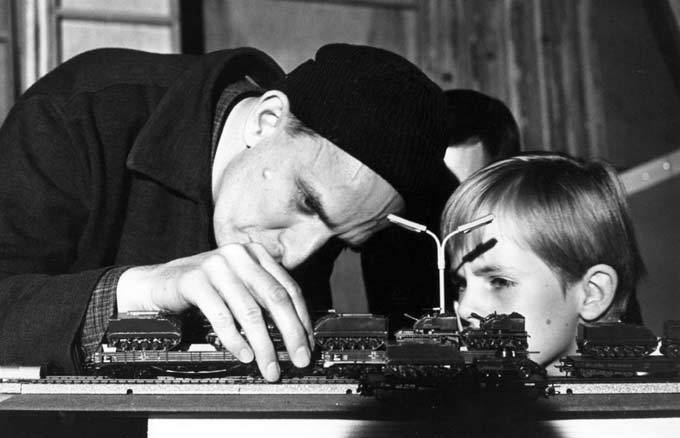
Ingmar Bergman regisserade fyra filmer som belönades med Guldbaggen för Bästa film. Här ses han i arbete med filmen Tystnaden, som vann det första priset år 1963.

 Guldbaggen för bästa film har delats ut sedan Guldbaggegalan 1985. Dessförinnan (1964–1983) hette motsvarande pris Guldbaggen för högsta kvalitetspoäng, och belönade då den film som fått det högsta antalet poäng av Guldbaggejuryn. Priset delas ut till producenten/-rna av en film som är producerad eller samproducerad i Sverige.

## Pristagare
Vinnare

### 1960-talet
| År                | Film             | Producent(er)                                               |
| ----------------- | ---------------- | ----------------------------------------------------------- |
| 1963 / 1964 (1:a) | Tystnaden        | Allan Ekelund                                               |
| 1964 / 1965 (2:e) | Bröllopsbesvär   | Tore Sjöberg och Lorens Marmstedt                           |
| 1965 / 1966 (3:e) | Heja Roland!     | Svenska Filminstitutet                                      |
| 1966 / 1967 (4:e) | Persona          | Lars-Owe Carlberg                                           |
| 1967 / 1968 (5:e) | Hugo och Josefin | Göran Lindgren                                              |
| 1968 / 1969 (6:e) | Den vita sporten | Grupp 13, Svenska Filminstitutet och AB Svensk Filmindustri |

### 1970-talet
| År                                 | Film                              | Producent(er)                          |
| ---------------------------------- | --------------------------------- | -------------------------------------- |
| 1969 / 1970 (7:e)                  | Misshandlingen                    | Lasse Forsberg Produktion AB           |
| 1969 / 1970 (7:e)                  | En kärlekshistoria                | Ejnar Gunnerholm                       |
| 1970 / 1971 (Ingen officiell gala) | Utvandrarna                       | Bengt Forslund                         |
| 1971 / 1972 (8:e)                  | Äppelkriget                       | Tomas Dyfverman                        |
| 1972 / 1973 (9:e)                  | Viskningar och rop                | Lars-Owe Carlberg                      |
| 1973 / 1974 (10:e)                 | En handfull kärlek                | Bengt Forslund                         |
| 1974 / 1975 (11:e)                 | Det sista äventyret               | Hasse Seiden                           |
| 1975 / 1976 (12:e)                 | Släpp fångarne loss – det är vår! | Svensk Filmindustri och AB Svenska Ord |
| 1976 / 1977 (13:e)                 | Mannen på taket                   | Per Berglund                           |
| 1977 / 1978 (14:e)                 | Picassos äventyr                  | Staffan Hedqvist                       |
| 1978 / 1979 (15:e)                 | Ett anständigt liv                | Stefan Jarl                            |

### 1980-talet
| År                 | Film                     | Producent(er)                 |
| ------------------ | ------------------------ | ----------------------------- |
| 1979 / 1980 (16:e) | Mannen som blev miljonär | Olle Hellbom                  |
| 1980 / 1981 (17:e) | Barnens ö                | Bengt Forslund                |
| 1981 / 1982 (18:e) | Den enfaldige mördaren   | Waldemar Bergendahl           |
| 1982 / 1983 (19:e) | Fanny och Alexander      | Jörn Donner                   |
| 1984 (20:e)        | Smärtgränsen             | SVT, Saftra film och Joa-film |
| 1985 (21:a)        | Mitt liv som hund        | Waldemar Bergendahl           |
| 1986 (22:a)        | Offret                   | Anna-Lena Wibom               |
| 1986 (22:a)        | I lagens namn            | Hans Iveberg                  |
| 1987 (23:e)        | Pelle Erövraren          | Per Holst                     |
| 1988 (24:e)        | Vid vägen                | Bo Christensen                |
| 1988 (24:e)        | Tillbaka till Ararat     | Göran Gunér och PeÅ Holmquist |
| 1989 (25:e)        | Miraklet i Valby         | Bo Christensen                |

### 1990-talet
| År          | Film                                | Producent(er)                                     |
| ----------- | ----------------------------------- | ------------------------------------------------- |
| 1990 (26:e) | God afton, Herr Wallenberg          | Katinka Faragó och Klas Olofsson                  |
| 1991 (27:e) | Il Capitano                         | Göran Setterberg                                  |
| 1991 (27:e) | Underjordens hemlighet              | Lennart Dunér                                     |
| 1991 (27:e) | Agnes Cecilia – en sällsam historia | Ingrid Dalunde och Waldemar Bergendahl            |
| 1992 (28:e) | Änglagård                           | Lars Dahlquist                                    |
| 1992 (28:e) | Den goda viljan                     | Ingrid Dahlberg                                   |
| 1992 (28:e) | Min store tjocke far                | Anders Granström och Bert Sundberg                |
| 1993 (29:e) | Kådisbellan                         | Waldemar Bergendahl                               |
| 1993 (29:e) | Mannen på balkongen                 | Hans Lönnerheden                                  |
| 1993 (29:e) | Pariserhjulet                       | Lennart Dunér                                     |
| 1994 (30:e) | En pizza i Jordbro                  | Rainer Hartleb                                    |
| 1994 (30:e) | Kalle och änglarna                  | Anders Birkeland                                  |
| 1994 (30:e) | Pumans dotter                       | Peter Ringgaard                                   |
| 1995 (31:a) | Lust och fägring stor               | Per Holst                                         |
| 1995 (31:a) | Pensionat Oskar                     | Stefan Baron                                      |
| 1995 (31:a) | En på miljonen                      | Waldemar Bergendahl                               |
| 1996 (32:a) | Hamsun                              | Erik Crone                                        |
| 1996 (32:a) | Jägarna                             | Joakim Hansson och Björn Carlström                |
| 1996 (32:a) | Juloratoriet                        | Dorothee Pinfold                                  |
| 1997 (33:e) | Tic Tac                             | Katinka Faragó                                    |
| 1997 (33:e) | Adam & Eva                          | Waldemar Bergendahl                               |
| 1997 (33:e) | Spring för livet                    | Göran Lindström och Bengt Linné                   |
| 1998 (34:e) | Fucking Åmål                        | Lars Jönsson                                      |
| 1998 (34:e) | Veranda för en tenor                | Anna Eriksson                                     |
| 1998 (34:e) | Liv till varje pris                 | Stefan Jarl                                       |
| 1999 (35:e) | Tsatsiki, morsan och polisen        | Anne Ingvar                                       |
| 1999 (35:e) | Tiden är en dröm                    | Klas Olofsson, Ingrid Edström och Anna-Lena Wibom |
| 1999 (35:e) | Noll tolerans                       | Joakim Hansson och Björn Carlström                |

### 2000-talet
| År          | Film                           | Producent(er)                                                |
| ----------- | ------------------------------ | ------------------------------------------------------------ |
| 2000 (36:e) | Sånger från andra våningen     | Lisa Alwert                                                  |
| 2000 (36:e) | Jalla! Jalla!                  | Anna Anthony                                                 |
| 2000 (36:e) | Vingar av glas                 | Peter Kropénin                                               |
| 2001 (37:e) | Så vit som en snö              | Lars Hermann                                                 |
| 2001 (37:e) | Leva livet                     | Anna Anthony                                                 |
| 2001 (37:e) | En sång för Martin             | Bille August, Lars Kolvig, Michael Lundberg och Michael Obel |
| 2002 (38:e) | Lilja 4-ever                   | Lars Jönsson                                                 |
| 2002 (38:e) | Grabben i graven bredvid       | Börje Hansson och Charlotta Denward                          |
| 2002 (38:e) | Alla älskar Alice              | Peter Possne                                                 |
| 2003 (39:e) | Ondskan                        | Ingemar Leijonborg och Hans Lönnerheden                      |
| 2003 (39:e) | Elina – som om jag inte fanns  | Melanie Backer, David Leitner och Michael Yanko              |
| 2003 (39:e) | Om jag vänder mig om           | Clas Gunnarsson                                              |
| 2004 (40:e) | Masjävlar                      | Lars Jönsson                                                 |
| 2004 (40:e) | Så som i himmelen              | Anders Birkeland och Göran Lindström                         |
| 2004 (40:e) | Fyra nyanser av brunt          | Caisa Westling                                               |
| 2005 (41:a) | Ninas resa                     | Kaska Krosny                                                 |
| 2005 (41:a) | Zozo                           | Anna Anthony                                                 |
| 2005 (41:a) | Mun mot mun                    | Clas Gunnarsson                                              |
| 2006 (42:a) | Förortsungar                   | Peter Holthausen och Pontus Sjöman                           |
| 2006 (42:a) | Storm                          | Karl Fredrik Ulfung                                          |
| 2006 (42:a) | Farväl Falkenberg              | Anna Anthony                                                 |
| 2007 (43:e) | Du levande                     | Philippe Bober och Pernilla Sandström                        |
| 2007 (43:e) | Darling                        | Fredrik Heinig                                               |
| 2007 (43:e) | Leo                            | Anna Anthony                                                 |
| 2008 (44:e) | Maria Larssons eviga ögonblick | Thomas Stenderup                                             |
| 2008 (44:e) | De ofrivilliga                 | Erik Hemmendorff                                             |
| 2008 (44:e) | Låt den rätte komma in         | John Nordling och Carl Molinder                              |
| 2009 (45:e) | Män som hatar kvinnor          | Søren Stærmose                                               |
| 2009 (45:e) | I taket lyser stjärnorna       | Anders Landström                                             |
| 2009 (45:e) | Prinsessa                      | Sandra Harms                                                 |

### 2010-talet
| År          | Film                                               | Producent(er)                                        |
| ----------- | -------------------------------------------------- | ---------------------------------------------------- |
| 2010 (46:e) | Sebbe                                              | Rebecka Lafrenz och Mimmi Spång                      |
| 2010 (46:e) | I rymden finns inga känslor                        | Bonnie Skoog Feeney och Jonathan Sjöberg             |
| 2010 (46:e) | Svinalängorna                                      | Helena Danilesson och Ralf Karlsson                  |
| 2011 (47:e) | Apflickorna                                        | Helene Lindholm och Kristina Åberg                   |
| 2011 (47:e) | Play                                               | Erik Hemmendorff                                     |
| 2011 (47:e) | Simon och ekarna                                   | Christer Nilson och Per Holst                        |
| 2012 (48:e) | Äta sova dö                                        | China Åhlander                                       |
| 2012 (48:e) | Call Girl                                          | Mimmi Spång                                          |
| 2012 (48:e) | Searching for Sugar Man                            | Malik Bendjelloul och Simon Chinn                    |
| 2013 (49:e) | Återträffen                                        | Mathilde Dedye                                       |
| 2013 (49:e) | Monica Z                                           | Lena Rehnberg                                        |
| 2013 (49:e) | Känn ingen sorg                                    | Malcolm Lidbeck och David Olsson                     |
| 2014 (50:e) | Turist                                             | Erik Hemmendorff och Marie Kjellson                  |
| 2014 (50:e) | En duva satt på en gren och funderade på tillvaron | Pernilla Sandström                                   |
| 2014 (50:e) | Gentlemen                                          | Fredrik Heinig, Johannes Åhlund och Mattias Nohrborg |
| 2015 (51:a) | Efterskalv                                         | Madeleine Ekman och Mariusz Włodarski                |
| 2015 (51:a) | En man som heter Ove                               | Annica Bellander och Nicklas Wikström Nicastro       |
| 2015 (51:a) | Min lilla syster                                   | Annika Rogell                                        |
| 2016 (52:a) | Jätten                                             | Maria Dahlin och Morten Kjems Hytten Juhl            |
| 2016 (52:a) | Hundraettåringen som smet från notan och försvann  | Malte Forssell                                       |
| 2016 (52:a) | Min faster i Sarajevo                              | China Åhlander                                       |
| 2016 (52:a) | Skörheten                                          | David Herdies                                        |
| 2016 (52:a) | Sophelikoptern                                     | Andreas Emanuelsson                                  |
| 2017 (53:e) | The Nile Hilton Incident                           | Kristina Åberg                                       |
| 2017 (53:e) | Borg                                               | Jon Nohrstedt och Fredrik Wikström Nicastro          |
| 2017 (53:e) | Korparna                                           | Jan Marnell, Tom Persson och Jens Assur              |
| 2017 (53:e) | Sameblod                                           | Lars G. Lindström                                    |
| 2017 (53:e) | The Square                                         | Erik Hemmendorff och Philippe Bober                  |
| 2018 (54:e) | Gräns                                              | Nina Bisgaard, Piodor Gustafsson och Petra Jönsson   |
| 2018 (54:e) | The Deminer                                        | Antonio Russo Merenda och Hogir Hirori               |
| 2018 (54:e) | Den blomstertid nu kommer                          | Crazy Pictures                                       |
| 2018 (54:e) | Goliat                                             | Mattias Nohrborg och Frida Bargo                     |
| 2018 (54:e) | Unga Astrid                                        | Lars G. Lindström, Maria Dahlin och Anna Anthony     |
| 2019 (55:e) | And Then We Danced                                 | Mathilde Dedye och Ketie Danelia                     |
| 2019 (55:e) | 438 dagar                                          | Jesper Ganslandt                                     |
| 2019 (55:e) | Om det oändliga                                    | Pernilla Sandström och Johan Carlsson                |
| 2019 (55:e) | Sune – Best man                                    | Malin Söderlund och Linus Stöhr Torell               |
| 2019 (55:e) | Transnistra                                        | David Herdies och Michael Krotkiewski                |

### 2020-talet
| År          | Film                         | Producent(er)                                         |
| ----------- | ---------------------------- | ----------------------------------------------------- |
| 2020 (56:e) | Spring Uje spring            | Anna-Klara Carlsten och Tomas Michaelsson             |
| 2020 (56:e) | Charter                      | Lars G. Lindström och Eva Åkergren                    |
| 2020 (56:e) | Greta                        | Cecilia Nessen och Fredrik Heinig                     |
| 2020 (56:e) | Orca                         | Sofie Palage                                          |
| 2020 (56:e) | Scheme Birds                 | Mario Adamson och Ruth Reid                           |
| 2021 (57:e) | Clara Sola                   | Nima Yousefi                                          |
| 2021 (57:e) | Pleasure                     | Erik Hemmendorff, Eliza Jones och Markus Waltå        |
| 2021 (57:e) | Tigrar                       | Piodor Gustafsson                                     |
| 2021 (57:e) | Utvandrarna                  | Fredrik Wikström Nicastro                             |
| 2021 (57:e) | Världens vackraste pojke     | Stina Gardell                                         |
| 2022 (58:e) | Triangle of Sadness          | Erik Hemmendorff och Philippe Bober                   |
| 2022 (58:e) | Boy from Heaven              | Kristina Åberg och Fredrik Zander                     |
| 2022 (58:e) | Comedy Queen                 | Anna Anthony och Rebecka Lafrenz                      |
| 2022 (58:e) | Historjá – Stygn för Sápmi   | Pelle Nilsson och Mattias Nohrborg                    |
| 2022 (58:e) | Jag är Zlatan                | Fredrik Heinig, Frida Bargo och Mattias Nohrborg      |
| 2023 (59:e) | Paradiset brinner            | Nima Yousefi                                          |
| 2023 (59:e) | 100 årstider                 | Daniel Oliva Andersson och Isabella Rodriguez         |
| 2023 (59:e) | Hammarskjöld                 | Patrick Ryborn                                        |
| 2023 (59:e) | Miraklet i Gullspång         | Ina Holmqvist                                         |
| 2023 (59:e) | Motståndaren                 | Annika Rogell                                         |
| 2024 (60:e) | Passage                      | Mathilde Dedye                                        |
| 2024 (60:e) | Den sista resan              | Lars Beckung och Petra Måhl                           |
| 2024 (60:e) | Den svenska torpeden         | David Herdies, Erik Andersson och Michael Krotkiewski |
| 2024 (60:e) | G – 21 scener från Gottsunda | Göran Hugo Olsson och Melissa Lindgren                |
| 2024 (60:e) | Hypnosen                     | Mimmi Spång                                           |